# TV ALEAM
TV ALEAM é uma emissora de televisão brasileira sediada em Manaus, capital do estado do Amazonas. Opera no canal 6.2 (33 UHF digital), e é controlado pela casa da legislação estadual, a Assembleia Legislativa do Amazonas.

## História
A TV ALEAM foi criada em 2000 no canal 57 UHF analógico em Manaus, compartilhando o canal com a Câmara Municipal de Manaus.
Em 2007, deixou de compartilhar o canal com a Câmara Municipal e afiliou-se a TV Senado até o dia 7 de dezembro de 2012, em que o canal fechou suas atividades na TV analógica.

### Era digital da emissora
A TV ALEAM Digital foi para o canal 55.3 digital no dia 7 de dezembro de 2012. Nesse dia começou a ter programação  24 horas de programação no canal e a TV Senado fica no 55.1 digital, e depois de alguns meses, afiliou-se também a TV Câmara no canal 55.2 digital.

## Afiliações
A TV ALEAM continua sendo afiliada desde o ano 2000 da TV Senado, mas não transmite a programação dela no canal 55.3. A TV Senado está no canal 55.1 digital com retransmissão 24 horas e também da TV Câmara no canal 55.2 digital.

## Programas
- ALEAM Entrevista
- ALEAM Notícias
- Bom Dia
- Comissões Parlamentares
- Em pauta
- Memória Parlamentar
- Na Batalha
- Que Projeto é Esse?